# گرگ سیرل
گرگ سیرل (انگلیسی: Greg Searle؛ زادهٔ ۲۰ مارس ۱۹۷۲) قایقران روئینگ اهل بریتانیا است.
وی در مسابقات کشوری و بین‌المللی در مجموع برندهٔ ۴ مدال طلا، ۳ مدال نقره، ۵ مدال برنز شده‌است.